# Рафаїл (Калик)
Архiмандрит Рафаїло (серб. Рафаило Калик, в миру Ратко Калик, серб. Ратко Калик; 14 грудня 1940, Скрадин під містом Шибеник, Хорватія) — Ігумен Сербської православної церкви, настоятель Монастиря Морача.

## Життєпис
Архімандрит Рафаїло (Калик) народився 14 грудня 1940 року в Скрадин (Хорватія) в родині благочестивих батьків.
Початкову школу закінчив у рідному місті.У 1964 році закінчив монастирську школу при Монастирi Острог. Постригся в ченці 4 серпня 1964 року в монастирі Острог митрополитом Чорногорсько-Приморським Данилом Дайковичем, отримавши чернече ім’я Рафаїло.  
Рукоположений у сан iєродиякона та iєромонаха 10 січня 1965 року. У 1 січня 1982 року є настоятелем Монастиря Морача пiд мiстом Колашин. У 28 серпня 2007 року. архієпископом Цетіньє, митрополитом Чорногорії та Примор’я д-ром Амфілохієм (Радовичем) був удостоєний титулу архімандрита. У 27 листопада 2021 року відзначив 40-річчя настоятеля монастиря Морача.